# 876 Скотт
876 Скотт (876 Scott) — астероїд головного поясу, відкритий 20 червня 1917 року.
Тіссеранів параметр щодо Юпітера — 3,211.